# Deltochilum bordoni
Deltochilum bordoni är en skalbaggsart som beskrevs av Halffter och Martinez 1976. Deltochilum bordoni ingår i släktet Deltochilum och familjen bladhorningar. Inga underarter finns listade i Catalogue of Life.